# Moulin de la Marquise
De Moulin de la Marquise is een korenmolen in het Belgische Moulbaix. Hij werd oorspronkelijk in 1747 in Blicquy gebouwd, maar enige jaren later, in 1752, naar zijn huidige locatie verplaatst. Zijn naam dankt de molen aan de kasteelheren van Moulbaix, die lange tijd eigenaar van de molen waren. De standerdmolen is nog steeds als korenmolen in gebruik en heeft twee steenkoppels, een haverpletter, een graanreiniger en een buil. In de molen is een elektrische aandrijving aanwezig om te kunnen malen bij windstilte. Opvallend zijn de kombuizen aan weerszijden van de molen, waarin een deel van de werktuigen is opgesteld. De Moulin de la Marquise is een beschermd monument.